# Svinsjön (Åkers socken, Småland)
Svinsjön är en sjö i Gislaveds kommun och Vaggeryds kommun i Småland och ingår i Lagans huvudavrinningsområde. Sjön är 10,7 meter djup, har en yta på 0,248 kvadratkilometer och befinner sig 273 meter över havet. Vid provfiske har abborre, gädda och mört fångats i sjön.

## Delavrinningsområde
Svinsjön ingår i det delavrinningsområde (637143-138798) som SMHI kallar för Ovan Älgabäcken. Medelhöjden är 274 meter över havet och ytan är 25,73 kvadratkilometer. Det finns inga delavrinningsområden uppströms utan avrinningsområdet är högsta punkten. Västerån som avvattnar avrinningsområdet har biflödesordning 3, vilket innebär att vattnet flödar genom totalt 3 vattendrag innan det når havet efter 216 kilometer. Delavrinningsområdet består mestadels av skog (80 %) och sankmarker (11 %). Avrinningsområdet har 0,91 kvadratkilometer vattenytor vilket ger det en sjöprocent på 3,5 %.